# كارل الثاني أوغست (دوق تسفايبروكن)
كارل الثاني أوغست كريستيان (الألمانية: Karl II. August Christian؛ 29 أكتوبر 1746 - 1 أبريل 1795)؛ كان دوق تسفايبروكن منذ 1775 حتى 1795، هو عضو من آل بالاتينات-تسفايبروكن إحدى فرعي بيت بالاتينات-بيركنفيلد المنتسب إلى سلالة فيتلسباخ، ومن المعروف عنه أنه شقيق الأكبر لملك بافاريا الأول ماكسيميليان الأول وأماليا ملكة ساكسونيا .

## السيرة الذاتية
ولد كارل في دوسلدورف فهو الابن البكر بين خمسة أطفال لوالديه فريدرش مايكل كونت بالاتينات-بيركنفيلد والكونتيسة بالاتينات ماريا فرانزيسكا من زولتسباخ، تحول والده إلى عقيدة والدته الرومانية الكاثوليكية بعد وقت قصير من ولادته، وبذلك نشأ هو وإخوته على هذه الطائفة، ورث تسفايبروكن من عمه الدوق كريستيان الرابع في عام 1775، والذي أصبح الوريث المفترض لابن عمه كارل ثيودور، ناخب بافاريا الذي لم ينجب أطفالًا، إلا أنه توفي قبله، تنازل لأخيه الأصغر ماكسيميليان يوزف عن مقاطعة رابولتشتاين عام 1776، بعد أن ورثها عندما توفي والدهما عام 1767.

## الخاطب المرفوض
أراد الزواج من الأرشيدوقة ماريا أماليا النمساوية الطفل الثامن لإمبراطورة ماريا تيريزا . كان معروفًا جيدًا في البلاط النمساوي، وكانت ماريا أماليا أيضًا تحبه، ومع ذلك اعتبرته ماريا تيريزا بأنه ذو رتبة غير كافية للزواج من الأرشيدوقة، وعلاوة على ذلك أرادت تعزيز تحالف النمسا مع آل بوربون من خلال الزواج من ابنتها من فرديناندو دوق بارما حفيد الملك الفرنسي لويس الخامس عشر، بحيث أصبح من المقرر أن تكون ماريا أماليا بسبب وفاة شقيقتها ماريا جوزيفا .
كما فضل الأخ الأكبر لماريا أماليا الإمبراطور يوزف الثاني زواج أخته من صهره دوق بارما، الذي كان الأخ الأصغر لزوجته المفضلة إيزابيلا، لذلك في عام 1769 تزوجت ماريا أماليا من فرديناندو رغماً عنها، ولم يتسبب هذا القرار في إثارة غضب كارل بشكل دائم ضد الإمبراطورة والنمسا فحسب، بل أيضًا انقلبت ماريا أماليا ضد والدتها.

## المطالبات البافارية
توفي قريبه ماكسيميليان الثالث يوزف ناخب بافاريا بدون أطفال في ديسمبر 1777، منهياً بذلك نسل لودفيغ البافاري الذكوري، وخلفه زوج خالته كارل ثيودور فون زولتسباخ الذي كان بالفعل ناخب بالاتينات، ومع ذلك لم يكن لدى كارل ثيودور أطفال شرعيين ليرثوا ممتلكاته المجتمعة في بافاريا وبالاتينات الانتخابية، لذلك أصبح كارل أوغست وريثًا لأراضي فيتلسباخ: تسفايبروكن (دوقيته)، ودوقيات نيوبورغ،زولتسباخ، يوليش ويبرغ، وبالإضافة إلى انتخابيتي بالاتينات وبافاريا (على الرغم من ممارسة صوت انتخابي واحد فقط في مجمع الناخبين، كما هو منصوص عليه في صلح وستفاليا عام 1648)؛ فضل كارل ثيودور بالاتينات ولذلك حاول تبادل أجزاء من ميراثه البافاري مع الإمبراطور يوزف الثاني مقابل أجزاء من هولندا النمساوية، على الرغم من أن كارل ثيودور كان يفضل مبادلة كامل أراضي بافاريا بهولندا النمساوية، إلا أن البلاط النمساوي لم يؤيد تبادلًا صريحًا ولم يتم التوصل إلى ترتيب نهائي أبدًا.
اعترض كارل أوغست الذي كان التالي في سلم الخلافة على العرش البافاري بشدة هذا الاتفاق، حصل على الدعم قوي من فريدرش العظيم ملك بروسيا وفريدرش أوغسطس الثالث ناخب ساكسونيا، وكذلك دعمت الحكومة الفرنسية بقيادة وزير خارجيتها آنذاك شارل غرافييه كونت دي فيرجين كارل الثاني أغسطس بشكل معاكس على الرغم من تحالف فرنسا الرسمي مع النمسا.
على الرغم من انتهاء حرب الخلافة البافارية دون قتال طويل، إلا أن كارل ثيودور نجح في السيطرة على بافاريا بأكملها باستثناء المنطقة الواقعة شرق نهر إن ، والمعروفة باسم إنفيرتيل والتي تم تخصيصها للنمسا بموجب معاهدة تيشن (مايو 1779)؛ وفي 1784 جرت محاولة ثانية لإجراء التبادل ومع ذلك اعترضها كارل أوغست ومرة أخرى بدعم بروسي فشلت أيضًا، فقد عاش كارل ثيودور بعد كارل أوغست الذي توفي عام 1795 دون أبناء، ومرراً ادعاءاته ببافاريا لأخيه ماكسيميليان يوزف الذي نجح في توسيع هذا أراضيه بشكل كبير، وفي عام 1806 أصبح ملكًا لها بعد حل الإمبراطورية الرومانية المقدسة.

## الزواج
في دريسدن عام 1774 تزوج كارل من ماريا أماليا ابنة فريدرش كريستيان ناخب ساكسونيا وحفيدة كارل السابع إمبراطور الروماني المقدس، توفي طفلهما الوحيد كارل أوغست فريدرش عن عمر يناهز الثامنة في 21 أغسطس 1784، ومع وفاة كارل الثاني أوغست ورث شقيقه ماكسيميليان ملك بافاريا المستقبلي، لقب دوق تسفايبروكن وقام بإعادة توحيد أراضي سلالة فيتلسباخ المنفصلة منذ قرون طويلة.